# Grenaa
Grenaa o Grenå és una ciutat portuària danesa de l'est de la península de Jutlàndia, és la capital del municipi de Norddjurs que forma part de la regió de Midtjylland, ambdós creats l'1 de gener del 2007 com a part d'una reforma territorial. La ciutat es troba a 18 km de Bønnerup Strand, a 31 km d'Ebeltoft, a 34 km de Rønde, a 55  km de Randers i a 60 km d'Århus.
Grenaa és la ciutat més gran del municipi i de la península de Djursland, disposa d'un servei de transbordador amb l'illa d'Anholt a l'estret de Kattegat i amb la ciutat de Varberg, a la província sueca de Halland.

## Personatges il·lustres
- August Krogh (1874 – 1949). Premi Nobel de Medicina o Fisiologia l'any 1920